# 相楽栞里
相楽　栞里（さがら　しおり）は、日本の女性アイドル。アイドルグループ セツナソウのメンバーで、かつては からっと☆、Fullfull Pocket、夢∞NITY、milk&honey に所属していた。

## 略歴
- 2014年10月29日、からっと☆の新メンバーしおりとしてアイドルデビュー[1]。
- 2015年6月7日、からっと☆解散[2]。
- 2015年8月29日、Fullfull☆Pocketとして活動再開[3]。
- 2018年1月7日、中原ありす、田附未衣愛の2名の卒業に伴い、Fullfull Pocketの次期リーダーになる事を発表[4]。
- 2018年1月11日、Twitterの個人アカウント開設[5]。
- 2020年5月22日、Fullfull Pocket解散。
- 2020年7月1日、17年間所属していたスペースクラフトエンタテインメントを退所したことを報告[6]。
- 2020年12月24日、夢∞NITYのメンバーとなることを発表し、ムービンオンユニットの所属となる。
- 2021年2月6日、夢∞NITYとしてデビュー。
- 2022年7月29日、夢∞NITYを卒業し、ムービンオンユニットを退所。
- 2023年2月26日、岡本真夜 初プロデュースアイドルユニット「milk&honey」のメンバーとなる事を発表。芸名も朝生しおりに改名した[7][8]。
- 2023年4月1日、milk&honeyプレデビュー（吉祥寺SHUFFLE）。
- 2023年9月28日、milk&honeyとしての活動終了が発表される[9]。
- 2024年11月4日、ハイシー練習生のメンバーとなる事が発表[10]。芸名も相楽栞里に改名した。
- 2025年1月3日、ハイシー練習生のお披露目公演がウェスタ川越 大ホールにて行われる。
- 2025年3月9日、新グループ・セツナソウのメンバーとなる事が発表され[11]、4月19日にルネこだいら大ホールにてプレデビューライブが行われた[12]。
- 2025年4月21日、セツナソウデビューライブ『セツナハジメ』（白金高輪SELENE b2）が開催される[13][14]。

## 人物
- 0才の時に芸能事務所に入り、3才からモデルなどの仕事を行っていた。
- 小学3年生から中学までダンス（HipHop、Jazz、タップ、バレエなど）を習っていた。
- 歌唱力にはとても定評があり[15]、2019年には@JAMの「ガチンコ歌うま対決」で優勝している[16]。
- 中学校ではバドミントン部に入っていた。
- 独学で韓国語を学び、読み書きや会話が出来るまでになっている。
- Task have Funの白岡今日花とはプライベートでも非常に仲が良い。

## 出演

### テレビ
- おはスタ645（テレビ東京）[17]
- ピラメキーノ（2012年9月13日、テレビ東京）※「ほとんどガールズコレクション 男の子を見抜け!」のコーナー
- 鍵のない夢を見る 第4夜（2013年、WOWOW） - 前島サガ 役
- 烈車戦隊トッキュウジャー 第3話（2014年、テレビ朝日） - 小学生 役
- 開運音楽堂（2019年8月3日、TBS） - ゲスト[18]

### ライブ・イベント
- Fullfull☆Pocket 定期公演「Little Step!!vol.15〜石井栞生誕＆年末スペシャル〜」（2016年12月25日、原宿ストロボカフェ）
- Fullfull☆Pocket 定期公演「LIVE in pocket～石井栞生誕スペシャル～」（2017年12月17日、AKIBAカルチャーズ劇場）
- Fullfull Pocket 東京定期公演「ロミオになってくれますか? vol.6～しおり生誕スペシャル～」（2018年12月8日、AKIBAカルチャーズ劇場）
- アイドル映画「Spring Concerto」先行上映会（2019年4月20日、AKIBAカルチャーズ劇場）[19]
- Fullfull Pocket 石井栞生誕祭（2019年12月15日、AKIBAカルチャーズ劇場）
- 夢∞NITY 石井栞 生誕祭（2021年12月11日、Space emo池袋）
- 夢∞NITY 石井栞 卒業ライブ（2022年7月29日、CHIC HALL）

### CM
- マクドナルドハッピーセット『スマイルプリキュア!』（2012年）[17]
- マクドナルドハッピーセット『マイメロディ』（2013年）
- JXエネルギー『ENEOSエネルギー診断サービス』（2015年）